# Distretto di Mae Lao
Il distretto di Mae Lao (in thailandese: แม่ลาว) è un distretto (amphoe) della Thailandia, situato nella provincia di Chiang Rai.